# Ctenus racenisi
Ctenus racenisi là một loài nhện trong họ Ctenidae.
Loài này thuộc chi Ctenus. Ctenus racenisi được Lodovico di Caporiacco miêu tả năm 1955.